# Ашам
Ашам (ивр. אשם‎ вина) — в иудаизме один из пяти видов жертвоприношений, приносимых Богу за совершенный грех.
Жертва ашам приносится во искупление менее серьезных грехов, за которые следует менее серьёзное наказание, например, человек по незнанию пользовался утварью Храма. В виде исключения сюда входят и несколько видов сознательно совершенных грехов, например, человек отрицал, что должен кому-то деньги, а потом решил признаться. Жертва хатат искупала только непреднамеренные ошибки в соблюдении заповедей.
После расчленения туши мясо животного, принесенного в жертвы ашам, как и жертвы хатат, едят только коханим во дворе Храма в тот же день до полуночи.